# Cophixalus hosmeri
Cophixalus hosmeri (Hosmer's Frog) es una especie de anfibio anuro del género Cophixalus, de la familia Microhylidae.

## Distribución geográfica
Es originaria de Australia.